# Hoko peruánský
Hoko peruánský (Pauxi koepckeae) je kriticky ohrožený druh hrabavého ptáka z čeledi hokovití, který se vyskytuje pouze v horských oblastech komunitní rezervaci El Sira ve středním Peru.

## Systematika
Pták byl poprvé objeven až v roce 1969, kdy byla vědci vypátrána samec a samice ptáků, kteří silně připomínali hoka bolivijského (Pauxi unicornis). Dvojice vědců John S. Weske a John Terborgh identifikovali tyto ptáky jako nový poddruh hoka bolivijského, který pojmenovali Pauxi koepckeae koepckeae. Nově objevená samice byla nedopatřením připravena k jídlu. Slovy autorů popisu: „Následkem nešťastného nedorozumění si naši peruánští asistenti neuvědomili, že jsme chtěli zachovat kůže obou ptáků a samici oškubali a připravili na guláš [stew].“ Jméno poddruhu bylo vybráno k uctění práce německé ornitoložky Marie Koepcke. Po objevení taxonu o něm dlouhou dobu nebyly žádné zprávy a teprve expedice v letech 2003 a 2005 potvrdily trvající výskyt druhu v oblasti. O hokovi peruánském je známo jen minimum informací a první video bylo pořízeno až v roce 2015.
Hoko peruánský byl dlouho považován za poddruh hoka bolivisjkého a tedy označován jako Pauxi unicornis koepckeae, nicméně na základě výrazně odlišné vokalizace, morfologie a chování je hoko peruánský od roku 2012 považován za samostatný druh.

## Popis
Jedná se o statného ptáka dosahující velikost 85–95 cm. Výraznou dominantu hlavy tvoří rohovitý útvar na čele, jakási přilba, která je oproti přilbě hoka bolivisjkého kratší a kulatější. Opeření je z valné většiny černé s lesklým modrým odleskem, pouze spodní krovky ocasní jsou bílé. Zobák je sytě červený. Nohy jsou bledě červené, u samců v době hnízdění se barví do žluta. Samec i samice si jsou velmi podobní.

## Biologie
Živí se ovocem, semínky a měkčími rostlinami, členovci a jejich larvami. Potravu sbírá na zemi. Hokové peruánští mají výrazný vokální projev, který je nejčastější koncem období dešťů, z čehož se vyvozuje, že v této době vrcholí i doba rozmnožování. Vydává hluboce položený dunivý zvuk o 3–4 notách, který opakuje každé cca 4 vteřiny. Při vyrušení vydává výbušné ksop.

## Rozšíření a populace
Druh je rozšířen pouze v geograficky velmi omezené horské oblasti peruánských And středního Peru. Obývá mlžné lesy v nadmořských výškách cca 900–1800 m. Celková populace druhu se odhaduje na méně než 250 jedinců. Hlavní ohrožení druhu představuje hlavně pokračující lov místními obyvateli. Poněkud paradoxně jediné zprávy o výskytu druhu z některých let pochází od místních lovců, kteří se ulovené hoky snažili prodat místním restauracím. Značná část populace je legislativně chráněna v rámci komunitní rezervace El Sira, nicméně i v této rezervaci je stále běžný lov. Vedle lovu je druh ohrožen pokračující kolonizací přirozeného habitatu a s ním spojených problémů jako je těžba ropy, zlata a dřeva či kácení pralesů za účelem získání zemědělské půdy. Následkem malé, ubývající populace a trvajících ohrožení je druh hodnocen jako kriticky ohrožený.